# St. Stephan und St. Laurentius (Ostermünchen)
Koordinaten: 47° 56′ 59,8″ N, 12° 2′ 5,7″ O
Die Kirche St. Stephan und St. Laurentius ist eine katholische Pfarrkirche in Ostermünchen (Tuntenhausen, Landkreis Rosenheim). Eine Kirche in Ostermünchen wird im Jahr 1163 erstmals erwähnt, 1504 eine spätgotische Kirche. Umbauten erfolgten 1695 und 1794. Sie gehört zum Pfarrverband Tuntenhausen-Schönau im Dekanat Bad Aibling (Erzdiözese München und Freising).

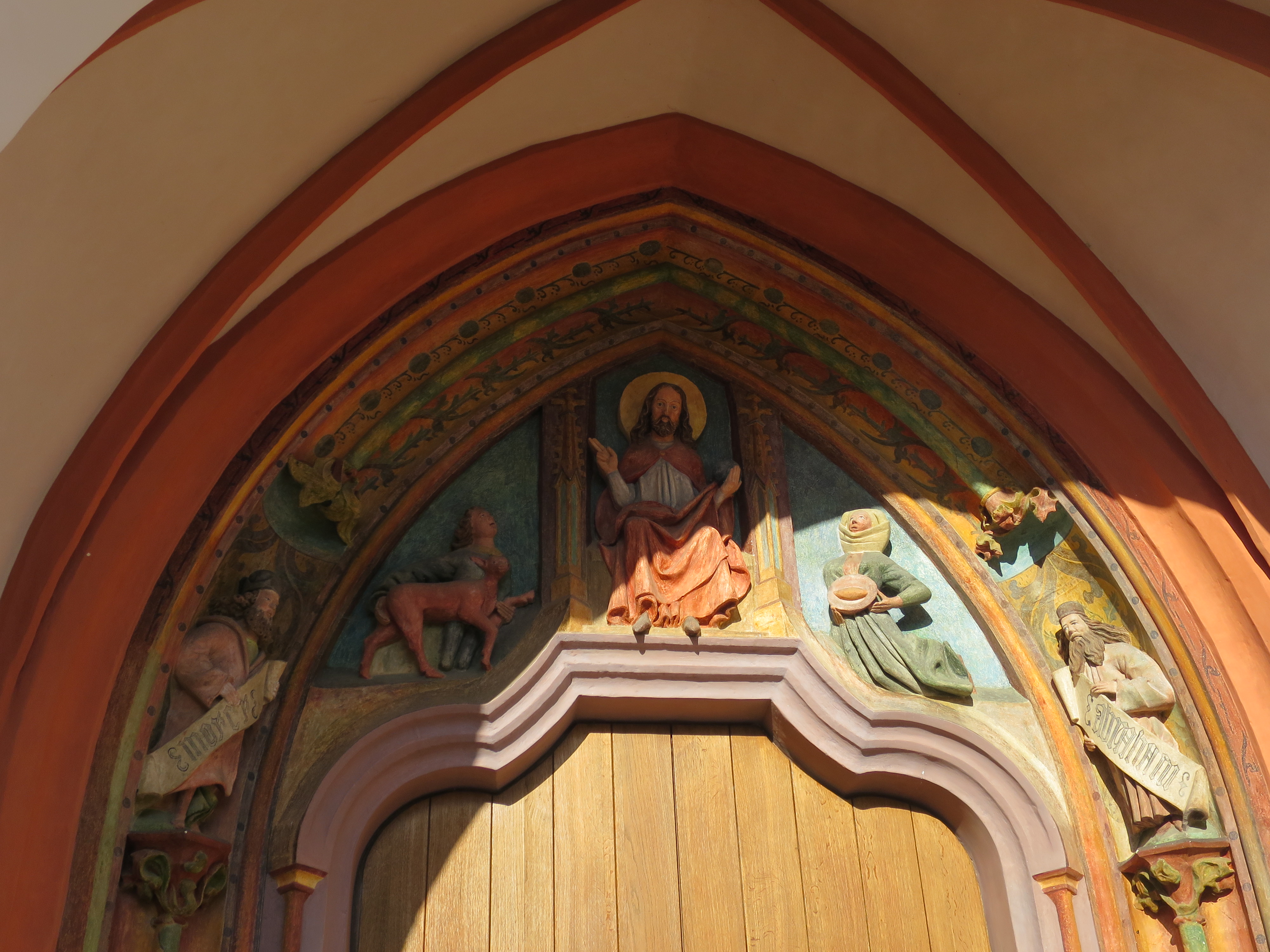
Eingangstüre außen mit Steinportal und Figurengruppe (Moses, Mann, der ein Kalb opfert, Jesus Christus, Frau, die ein Brot opfert, Abraham)

Als Patrozinium der Kirche ist in der Denkmalliste des Bayerischen Landesamtes für Denkmalpflege  „St. Stephanus und Laurentius“ angegeben, in den Veröffentlichungen des Erzbistums München und Freising und des Pfarrverbands Tuntenhausen-Schönau „St. Laurentius“.

## Kirchengebäude
Das Kirchengebäude ist ein geosteter Saalbau mit einem nördlich angebauten Kirchturm. Der Chor ist leicht eingezogen. 1872 erhielt die Kirche südlich einen Anbau als Sakristei.
Die Kirche wurde vom Bayerischen Landesamt für Denkmalpflege als Baudenkmal nachqualifiziert.
Der Hauptaltar und die beiden Seitenaltäre, alle im Barockstil, stammen aus dem 17. Jahrhundert.

## Pfarrfriedhof
Auf dem Pfarrfriedhof der Kirche (auch Alter Friedhof), in der Fritz-Schäffer-Gruft, ist der Ehrenbürger der Gemeinde Tuntenhausen und der Stadt Passau und erster Bayerischer Ministerpräsident nach dem Zweiten Weltkrieg Fritz Schäffer beigesetzt, nach dem auch die Straße benannt wurde, an der sich die Kirche befindet. Seine Beisetzung fand durch ein großes Staatsbegräbnis mit einem langen Leichenzug vom Tuntenhausener Gottesdienst nach Ostermünchen die Gruft statt. Zu Weihnachten wird in der Gruft seit der Zeit des Dorfpfarrers Alfred Wahner eine lebensgroße Krippe aufgestellt, wobei einige Kleidungsstücke der Krippenfigur des heiligen Josef aus der Kriegsgefangenschaft Wahners in Russland stammen sollen.